# Female Justice
Female Justice (Original: Sworn to Justice, deutscher Fernsehtitel: Sworn to Justice – Blonde Rache, auch als Blonde Rache – Erotisch und Gnadenlos vertrieben) ist ein US-amerikanischer Actionfilm mit Fantasy- und Martial-Arts-Einlagen des Regisseurs Paul Maslak aus dem Jahr 1996. Die Inszenierung basiert auf einer Geschichte von Maslak, Neva Friedenn und Robert Easter. Easter selbst verfasste das Drehbuch.

## Handlung
Kriminalpsychologin Janna Dane überrascht zu nächtlicher Stunde drei skrupellose Einbrecher in ihrem Haus, die zuvor ihre Schwester und deren neunjährigen Sohn ermordet haben. Als auch die kampferprobte Dame des Hauses von den Mördern bedrängt wird, rettet sie sich durch einen beherzten Sprung von ihrem Balkon. Beim Sturz erleidet Janna ein Schädel-Hirn-Trauma, fortan überkommen sie beim Berühren von Gegenständen übersinnliche Visionen. Diese hellseherischen Fähigkeiten nutzt die Psychologin, um der Reihe nach die Mörder ihrer Verwandten aufzuspüren und diese in Selbstjustiz zu richten; der Polizei in Person des schmierigen Detective Briggs vertraut sie in dieser Angelegenheit nicht.
Während Janna die Männer nach und nach liquidiert, erfährt sie, dass die Gesuchten – es sind Ex-Sträflinge – Teil einer kriminellen Organisation sind, die von einem zwielichtigen Charakter namens Eugene angeführt wird. Dieser handelt im Auftrag von Detective Briggs, der im Hintergrund die Fäden zieht. Die Rächerin hebelt am Ende des Films mit Unterstützung von Anwalt und Verleger Nicholas – die beiden sind zwischenzeitlich ein Liebespaar geworden – die Verbrecherorganisation aus. In der letzten Szene gibt die „einsame Rächerin“ ihre Karriere als Sachverständige auf.